# Estación de Fonelas
Fonelas es una estación de ferrocarril situado en el municipio español de Purullena, en la provincia de Granada, comunidad autónoma de Andalucía. Actualmente no dispone de servicio de viajeros, aunque puede ser utilizada como apartadero para efectuar cruces entre trenes de viajeros y de mercancías.

## Situación ferroviaria
Las instalaciones se encuentran situadas en el punto kilométrico 143,704 de la línea férrea de ancho ibérico Linares Baeza-Almería, a 813 metros sobre el nivel del mar, entre las estaciones de Huélago-Darro y Diezma y Benalúa. El trazado es de vía única y está sin electrificar.

## Historia
La estación fue construida por la Compañía de los Caminos de Hierro del Sur de España como parte del línea Linares-Almería, que para 1899 ya se encontraba operativo. Situadas en el tramo Moreda-Guadix, las instalaciones servían principalmente como apartadero de trenes. En 1929 la estación pasó a manos de la Compañía de los Ferrocarriles Andaluces, empresa que desde 1916 ya venía gestionando las líneas e infraestructuras de «Sur de España». En 1936, durante la Segunda República, «Andaluces» fue incautada por el Estado debido a sus problemas económicos, y asignada la gestión de sus infraestructuras a la Compañía Nacional de los Ferrocarriles del Oeste. En 1941, tras la nacionalización de la red ferroviaria de ancho ibérico, las instalaciones pasaron a formar parte de RENFE.
Desde el 1 de enero de 2005, con la división de RENFE en Renfe Operadora y Adif, esta última es la titular de las instalaciones.